# Бажен
Бажен (как варианты — Бажан, Бажай, Баженко, Бажук) — допетровское (конец XVI века) древнерусское мужское личное имя. Происходит от глагола «бажать» («страстно желать»).  От него образованы фамилии Баженов, Бажанов, Баженко, Бажутин, а также женская форма Бажена.
Имя не зафиксировано в берестяных грамотах (XI век–XV века) Ладоги, Новгорода, Пскова, Рюрикова городища и др.
Носителями имени являлись московский купец Бажен Иванов (1598), владимирский сын боярский Бажен Елизарьев сын Бундов (1608), Бажен Замочников (1611), Бажен Кирилов, новгородцы Баженко Ефимов, Баженко Михеев, Бажонко Прокопьев (1614).
Также это имя могло появиться на основе причастия «бажен», образованного от глагола «бажити», зафиксированного в вологодских, пермских, новгородских, нижегородских и других говорах в значении «желать, сильно и прихотливо просить, жаждать». По всей видимости, имя давали младенцу, рождение которого очень сильно желали.